# Ислам в Анголе
Ислам в Анголе исповедуют от 80 000 до 90 000 человек, состоящих преимущественно из мигрантов из стран Западной Африки и Ливана. Большинство мусульман в стране сунниты.
В Анголе работают несколько исламских организаций, которые организуют работу мечетей, школ (медресе) и т. д. Главная мусульманская организация, занимающаяся прозелитизмом — Ассоциация развития ислама в Анголе. Мусульмане представляли Анголу в Верховном совете ангольских мусульман в Луанде.
Принятые в стране законы запрещают деятельность мусульманских организаций, в связи с чем большое количество мечетей в стране столкнулись с ограничениями, а большинство из них были закрыты правительством. Например, 26 ноября 2013 года министр Культуры республики Ангола Роза-Крус е Силва заявила, что в Анголе запретили ислам, однако это высказывание поставлено под сомнение.
Согласно ангольским законам, для того, чтобы религиозная группа была признана, она должна иметь более 100 тыс. последователей и присутствовать в 12 из 18 провинций. По этой причине мусульманская община Анголы, имеющая 90 тыс. последователей, не имеет правовой статус.
Исторически сложилось так, что мусульманская община Анголы имеет меньшую по сравнению с другими конфессиями численность. В XXI веке численность общины возросла в основном за счёт предпринимателей и мигрантов из Западной Африки и Ближнего Востока, в частности Ливана.. Небольшая часть ангольцев приняла ислам, в результате миссионерской деятельности. Большинство из новообращённых приняло ислам во время гражданской войны в Анголе, когда большое количество ангольцев бежали в страны с значительным присутствием мусульман и вошли там в контакт с исламом.
По оценкам Адебайо Ойебаде, мусульмане составляют от 1 до 2,5 процентов населения Анголы. Государственный департамент США заявляет, что мусульманское население страны составляет от 80 тыс. до 90 тыс. человек, но отмечает, что некоторые источники оценивают численность населения в районе 500 тыс. человек.
31 августа 2015 года президент Жозе́ Эдуа́рду душ Са́нтуш выступил с обращением о принятии закона, постановляющего закрыть все мечети в стране. «Это окончательное завершение исламского влияния в нашей стране», — заявил глава государства. Министр культуры добавил к словам президента: «Процесс легализации ислама не был одобрен Министерством юстиции страны, и мечети будут закрыты до дальнейшего уведомления». Однако позже эти сообщения были опровергнуты СМИ и представителями посольства Анголы в Вашингтоне.